# Laubener Brunnen
Koordinaten: 47° 52′ 27″ N, 10° 2′ 55″ O
Das Natur- und Landschaftsschutzgebiet Laubener Brunnen liegt auf dem Gebiet der Stadt Leutkirch im Allgäu und der Gemeinde Aichstetten im Landkreis Ravensburg in Baden-Württemberg.
Das Gebiet erstreckt sich südlich von Altmannshofen, einem Ortsteil von Aichstetten. Am nördlichen Rand des Gebietes fließt die Aitrach und am östlichen Rand der Reichenbach, ein rechter Zufluss der Aitrach. Westlich verlaufen die Landesstraße L 260 und die A 96.

## Bedeutung
Das 50,1 ha große Gebiet steht seit dem 16. März 1995 unter der Kenn-Nummer 4.257 unter Naturschutz. Es handelt sich um einen „Landschaftsteil mit sehr seltenen hydrologischen Verhältnissen“ und um ein „daraus resultierendes hochwertiges Feuchtgebietsmosaik“. Dazu gehören „stark schüttende Quellaufbrüche mit kalkhaltigem, nährstoffarmem Wasser, Gießen, ausgedehnte Altwässer mit auffälligen hydrologischen Besonderheiten (Quellschüttungen, Grundwasserspiegelschwankungen, Kombination von Still- und Fließgewässercharakter mit allen Übergängen)“. Es ist ein „Lebensraum einer außerordentlich artenreichen Flora und Fauna.“